# Separación de poderes (España)
La Constitución Española describe cómo son y cómo funcionan los distintos órganos que ostentan las distintas funciones del poder del estado y las leyes orgánicas que desarrollan éstas.

## Separación de Poderes
La Separación de poderes no está implementada en la Constitución Española. Los poderes legislativo y ejecutivo no están separados en origen mediante elecciones separadas, sino que en España existen elecciones generales en las que se nombran diputados y senadores a cortes generales. El congreso nombra por mayoría al candidato a presidente del gobierno, cuya propuesta se efectua formalmente por el Rey.
Aunque los poderes en España tienen cada uno su órgano de gobierno (el judicial tiene al Consejo General del Poder Judicial, el ejecutivo el gobierno y el legislativo las cortes), se trata de una separación básicamente de funciones, puesto que la designación del gobierno depende del mismo poder que controla la mayoría de las cortes, el mismo que a su vez designa al consejo general del poder judicial, no existe en la práctica separación de poderes según la definición clásica de Montesquieu y Locke.

## Principales Órganos e Instituciones del Estado
- La Corona.
- Congreso de los Diputados (Legislativo).
- Senado (Legislativo).
- Gobierno (Ejecutivo): Liderado por el Presidente del Gobierno, el cual proviene del Congreso de los Diputados y depende políticamente ante este.
- Administración General del Estado.
- Consejo General del Poder Judicial: Tiene veintiún miembros. Veinte miembros son elegidos por el poder legislativo: diez por el Congreso y diez por el Senado; y su Presidente es el Presidente del Tribunal Supremo. Todos son juristas.
- Tribunales de Justicia.
- Tribunal Supremo: número indeterminado de Magistrados adscritos a las diversas Salas que lo integran, todos ellos nombrados por Su Majestad el Rey a propuesta del Consejo General del Poder Judicial.
- Tribunal Constitucional: 12 miembros, 10 son elegidos directamente por el poder político y otros 2 por el Consejo General del Poder Judicial.
- Consejo de Estado: número muy variable de miembros. Su procedencia es muy dispar: los expresidentes del Gobierno de España, los Directores o Presidentes de la Real Academia Española, Real Academia de Jurisprudencia y Legislación, Real Academia de la Historia, Consejo Económico y Social, el Fiscal General del Estado, el Jefe del Estado Mayor de la Defensa, el Gobernador del Banco de España, el director del Servicio Jurídico del Estado y los Presidentes de la Comisión General de Codificación y de la Abogacía, Ministros, Presidente o Consejeros de Gobiernos de las Comunidades Autónomas, Consejeros de Estado, Letrados del propio Consejo, profesores numerarios y funcionarios de nivel universitario con quince años de ejercicio, Oficiales generales del Cuerpo Jurídico Militar y exgobernadores del Banco de España.
- Consejo Económico y Social.
- Tribunal de Cuentas: seis por el Congreso de los Diputados y seis por el Senado, mediante votación por mayoría de tres quintos de cada una de las Cámaras.
- Fiscalía General del Estado: Es nombrado y cesado por el Rey, a propuesta del Gobierno, oído el Consejo General del Poder Judicial y previa valoración de su idoneidad por la Comisión correspondiente del Congreso de los Diputados.
- Defensor del Pueblo: El pleno del congreso realizará votación, siendo elegido el candidato que goce con el apoyo mínimo de las 3/5 partes de éste, el cual deberá ser ratificado de igual manera por el senado en un plazo máximo de veinte días.